# Brian Johnson (énekes)
Brian Johnson (Anglia, Dunston, Gateshead, 1947. október 5.) brit énekes és dalszövegíró, az AC/DC együttes énekeseként vált világhírűvé az 1980-as években. Korábban a brit Geordie frontembere volt. Halláskárosodása miatt az aktív koncertezést kénytelen volt feladni 2016-ban, és a Rock or Bust világturnén Axl Rose helyettesítette. 2020-ban a Power Up c. lemezen már újra hallható.

## Diszkográfia
- Toasty Folk Trio (1963/64)
- Section 5 (1964)
- The Nine Pins (1965)
- Gobi Desert Kanoe Klub (April 1967/August 1970)
- Hannibal Kemp (June 1969/ Sept 1969)
- Fresh (october 1969)
- Jasper Hart Band (October 1970/October 1971)
- Buffalo (october 1971)
- Jasper Hart Band (November 1971/ January 1972)
- U.S.A. (January 1972/August 1972)
- geordie (1972/1976)
- Brian Johnson (solo) (january 1976)

### Geordie (1972-(kivéve 1976 January)-1980)
- Hope You Like It (1973)
- Don't Be Fooled By Thy Name (1975)
- Save the World (1976)
- No Good Woman (1978)

### AC/DC (1980-napjainkig)
- Back in Black (1980)
- For Those About to Rock (1981)
- Flick of the Switch (1983)
- Fly on the Wall (1985)
- Who Made Who (1986)
- Blow Up Your Video (1988)
- The Razors Edge (1990)
- Live (1992) – koncertalbum
- Ballbreaker (1995)
- Stiff Upper Lip (2000)
- Black Ice (2008)
- Live at River Plate (2012) – koncertalbum
- Rock or Bust (2014)
- Power Up (2020)

## Önéletírása magyarul
- Brian életei. Az AC/DC énekesének önéletrajza; ford. Bus András; Helikon, Budapest, 2023